# Прозоровское сельское поселение (Кировская область)
Прозоровское сельское поселение  — упразднённое муниципальное образование в составе Советского района Кировской области России.
Центр — село Прозорово.
Законом Кировской области от 5 марта 2014 года № 389−ЗО, вступившим в силу 1 апреля 2014 года, Зашижемское сельское поселение и Прозоровское сельское поселение объединены в Зашижемское сельское поселение с административным центром в селе Зашижемье.

## Состав
В поселение входило 4 населённых пункта:
- село Прозорово
- деревня Педяга
- деревня Скородум
- село Суводь

## Население
Население сельского поселения составляет 211 человек.